# みずがめ座イータ星
みずがめ座η星（みずがめざイータせい、η Aquarii、η Aqr）は、みずがめ座にある恒星である。見かけの等級は4.04で、肉眼でみることができる。年周視差を基に計算した太陽からの距離は、約168光年である。みずがめ座η星の近くには、みずがめ座η流星群の放射点がある。

## 特徴
みずがめ座η星は、スペクトル型がB9 IV-Vnと分類されるB型星である。みずがめ座η星の赤道における自転速度（射影）は、約290km/sと見積もられ、非常に速い。そのため、恒星は自転の遠心力によって赤道方向に膨らみ、極方向の半径に比べて赤道方向の半径が約24%大きい扁平な形状をしているとみられる。スペクトル型に付与された接尾辞‘n’は、恒星スペクトルの吸収線が非常に幅広いことを意味し、みずがめ座η星の高速の自転によるドップラー偏移で、スペクトル線が大きく広がっているためと考えられる。

## 名称
アラビアでは、saʽd al-akhbiyaという月宿が、みずがめ座γ星、みずがめ座π星、みずがめ座ζ星、みずがめ座η星からなるアステリズムの辺りとされた。この名前は、「幕屋の中の幸運（の星）」というような意味だったと推測される。ウルグ・ベクの星表でも、この名前がみずがめ座γ星に付けられ、ζ星、η星、π星が併せて記されている。
中国では、みずがめ座η星は、みずがめ座ζ星、みずがめ座γ星、みずがめ座π星と共に墳墓（拼音: Fén Mù）という星官を形成する。みずがめ座η星自身は、墳墓三（拼音: Fén Mù sān）つまり墳墓の3番星と呼ばれる。